# ووت اف۷یو کاتلس
ووت اف۷یو کاتلس (به انگلیسی: Vought F7U Cutlass) یک هواپیمای ساختِ کارخانهٔ ووت در کشور ایالات متحده آمریکا است که در سال ۱۹۴۸–۱۹۵۵ ساخته شد. نخستین استفاده‌کنندهٔ این هواپیما نیروی دریایی ایالات متحده آمریکا بوده‌است. این هواپیما برای نخستین بار در ۲۹ سپتامبر ۱۹۴۸ میلادی مورد استفاده قرار گرفت.